# 赤峰市
赤峰市是中华人民共和国内蒙古自治区下辖的地级市，前身为昭乌达盟。位于内蒙古自治区东南部，华北地区北部。市境西北接锡林郭勒盟，东北连通辽市，东南邻辽宁省朝阳市，西南界河北省承德市。地处内蒙古高原东南缘，大兴安岭余脉南麓，七老图山、努鲁儿虎山北麓。西拉木伦河源于市境西部，向东横贯全市，老哈河由南部入境，于东部与西拉木伦河汇合成西辽河。全市总面积9万平方公里，是内蒙古自治区人口最多的地级市，其中漢族人口约占77%，蒙古族人口约占19%。市人民政府驻松山区玉龙大街1号。

## 历史

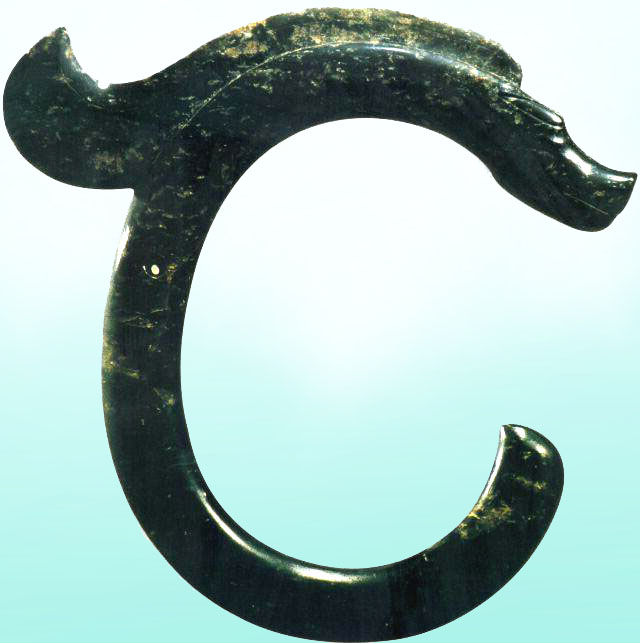
紅山出土玉龍

早在史前時代，赤峰市轄境即有古人類居住。紅山文化遺址即發現於城市郊外的紅山北坡。
先秦時期，活动于赤峰地區的主要是东胡。战国后期燕國在边境构筑的燕长城从赤峰南部穿过。赤峰南部为燕之右北平郡，治所在宁城黑城，辖狗泽都、阳安都、白庚都、酉城都。
秦漢時期，赤峰地區屬遼西郡、右北平郡所轄，北朝因之。隋代，属契丹、奚活动范围，唐朝在此设饶乐都督府和松漠都督府。
五代十国时期，耶律阿保机东征西讨，建立契丹國，後改国号为大辽，其國都上京临潢府及中京大定府都位於本地。金代，今赤峰市全境属北京路。
元代，辖境属中书省的上都路、辽阳行省的大宁路、全宁路和应昌路。明初，為寧王藩地，大寧衛就位于今宁城县境，永樂后，卫所内迁，由明朝羁縻的兀良哈三卫游牧。后金征服漠南蒙古各部，清朝将其划入盟旗体制。赤峰市辖境大部属昭乌达盟，辖十一旗；小部分属卓索图盟，辖五旗。清乾隆三十九年（1774年），清廷于赤峰境内置乌兰哈达厅，蒙古语“乌兰哈达”意即赤峰，得名于市境东北的褐色孤峰。乾隆四十三年（1778年），置赤峰县，“赤峰”之名由此为始。光绪三十三年（1907年），升格为赤峰直隸州。

中華民國大陸時期，赤峰市辖境屬热河特别区、熱河省管轄

民初，赤峰又改为县。民国3年（1914年），北洋政府设热河特别区，辖境包括今赤峰与朝阳、承德三市。民國17年（1928年），被国民政府改为熱河省。截止1932年，今赤峰市境内县级行政建制有巴林左、巴林右，敖汉左、敖汉右、敖汉南，克什克腾，阿鲁科尔沁，翁牛特左、翁牛特右，共九个旗；赤峰、经棚、林西、林东，共四县；宁城、天山，两设治局。县级行政区共15个。
民國22年（1933年），热河战役爆发，日軍将其并入滿洲國。赤峰南部地区属热河省，北部地区属兴安西省。民国34年（1945年）8月15日抗战胜利，同年赤峰地区被划入中共解放区，南部分别属于热辽行政公署设置的热中专区、二十二专区和热辽专区。民国37年（1948年）9月，赤峰縣（今松山区）析置赤峰市（今红山区），市县并存。
1949年中华人民共和国成立。此时赤峰辖境北部属昭乌达盟，辖阿鲁科尔沁、巴林左、巴林右、克什克腾4旗和林西县，划归内蒙古自治区；赤峰辖境南部敖汉、喀喇沁、翁牛特3旗，宁城、赤峰、乌丹3县，以及赤峰市，仍属热河省。
1956年1月1日，撤销热河省，其所辖敖汉、喀喇沁、翁牛特3旗，宁城、赤峰、乌丹3县划入昭乌达盟，昭乌达盟人民委员会由林东迁驻赤峰。
1969年7月5日，昭乌达盟从内蒙古自治区划归辽宁省。
1979年7月1日，昭乌达盟由辽宁省划回内蒙古自治区。
1983年10月10日，撤销昭乌达盟行政公署，建立地级赤峰市。

## 地理

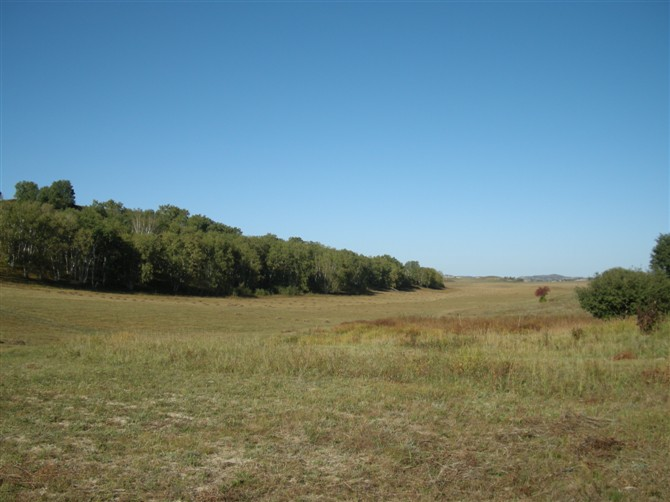
乌兰布统乡元宝山村草甸 2010年9月19日

### 位置
赤峰市地处西辽河上游，大兴安岭西南段山脉与内蒙古高原、西辽河平原、燕山北麓山地截接复合部位。赤峰市境东南邻辽宁省朝阳市，南与河北省承德市毗邻，西邻内蒙古锡林郭勒盟、东北是内蒙古通辽市。赤峰市边界总长为2123公里。
赤峰市周边四至极点：东点阿鲁科尔沁旗绍根苏木所辖朝伦巴特尔房身村；西点克什克腾旗达尔罕乌拉苏木所辖少布查干村；南点宁城县山头乡所辖哈巴气村南山；北点阿鲁科尔沁旗所辖呼热吐古鲁班诺尔的辉特扎哈诺尔北岸。赤峰东西宽375公里，南北长457.5公里。

### 地貌
赤峰市地理环境复杂多样，地貌类型：山地15972平方公里，占总面积17.74％；高平原4740平方公里，占5.27％；熔岩台地2886平方公里，占3.21％； 低山丘陵17500平方公里，占19.44％；黄土丘陵20619平方公里，占22.90％；河谷平原7358平方公里，占8.17％；沙地20946平方公里，占23.27％。总观地貌属山地丘陵区，中低山和丘陵约占土地总面积的73.3％。市境地势西高东低，北、西、南三面环山，西部地势最高海拔2067米，而东部最低海拔不足300米。

### 气候
赤峰属大陆性温带半干旱气候，四季分明，季风气候显著。冬寒冷长，夏闷热，春秋两季较短。最冷月（1月）平均气温−10.7℃，最热月（7月）平均气温23.6℃，年平均气温7.5℃。
| 1981−2010年间赤峰市的平均气象数据                     | 1981−2010年间赤峰市的平均气象数据 | 1981−2010年间赤峰市的平均气象数据 | 1981−2010年间赤峰市的平均气象数据 | 1981−2010年间赤峰市的平均气象数据 | 1981−2010年间赤峰市的平均气象数据 | 1981−2010年间赤峰市的平均气象数据 | 1981−2010年间赤峰市的平均气象数据 | 1981−2010年间赤峰市的平均气象数据 | 1981−2010年间赤峰市的平均气象数据 | 1981−2010年间赤峰市的平均气象数据 | 1981−2010年间赤峰市的平均气象数据 | 1981−2010年间赤峰市的平均气象数据 | 1981−2010年间赤峰市的平均气象数据 |
| 月份                                                  | 1月                               | 2月                               | 3月                               | 4月                               | 5月                               | 6月                               | 7月                               | 8月                               | 9月                               | 10月                              | 11月                              | 12月                              | 全年                              |
| ----------------------------------------------------- | --------------------------------- | --------------------------------- | --------------------------------- | --------------------------------- | --------------------------------- | --------------------------------- | --------------------------------- | --------------------------------- | --------------------------------- | --------------------------------- | --------------------------------- | --------------------------------- | --------------------------------- |
| 平均高温 °C（°F）                                     | −3.1 (26.4)                       | 1.0 (33.8)                        | 7.6 (45.7)                        | 17.2 (63.0)                       | 23.8 (74.8)                       | 27.9 (82.2)                       | 29.6 (85.3)                       | 28.3 (82.9)                       | 23.7 (74.7)                       | 16.0 (60.8)                       | 5.7 (42.3)                        | −1.1 (30.0)                       | 14.7 (58.5)                       |
| 日均气温 °C（°F）                                     | −10.4 (13.3)                      | −6.6 (20.1)                       | 0.4 (32.7)                        | 10.0 (50.0)                       | 17.0 (62.6)                       | 21.6 (70.9)                       | 23.7 (74.7)                       | 22.1 (71.8)                       | 16.5 (61.7)                       | 8.6 (47.5)                        | −1.2 (29.8)                       | −7.9 (17.8)                       | 7.8 (46.1)                        |
| 平均低温 °C（°F）                                     | −16.1 (3.0)                       | −12.8 (9.0)                       | −5.9 (21.4)                       | 3.2 (37.8)                        | 10.3 (50.5)                       | 15.6 (60.1)                       | 18.5 (65.3)                       | 16.7 (62.1)                       | 10.1 (50.2)                       | 2.4 (36.3)                        | −6.6 (20.1)                       | −13.1 (8.4)                       | 1.9 (35.4)                        |
| 平均降水量 mm（）                                     | 1.4 (0.06)                        | 2.5 (0.10)                        | 7.1 (0.28)                        | 15.8 (0.62)                       | 36.7 (1.44)                       | 63.0 (2.48)                       | 114.4 (4.50)                      | 69.0 (2.72)                       | 32.9 (1.30)                       | 20.8 (0.82)                       | 5.0 (0.20)                        | 1.6 (0.06)                        | 370.2 (14.58)                     |
| 平均降水天数（≥ 0.1 mm）                              | 1.8                               | 1.8                               | 2.7                               | 4.1                               | 7.8                               | 12.1                              | 14.2                              | 10.4                              | 7.0                               | 4.5                               | 2.6                               | 1.1                               | 70.1                              |
| 平均相對濕度（％）                                    | 44                                | 40                                | 38                                | 37                                | 41                                | 54                                | 65                                | 66                                | 57                                | 49                                | 47                                | 45                                | 49                                |
| 月均日照時數                                          | 205.1                             | 210.1                             | 254.4                             | 259.2                             | 281.0                             | 263.6                             | 254.0                             | 255.3                             | 251.4                             | 241.1                             | 201.0                             | 189.6                             | 2,865.8                           |
| 可照百分比                                            | 71                                | 71                                | 69                                | 65                                | 63                                | 58                                | 55                                | 59                                | 67                                | 70                                | 68                                | 67                                | 65                                |
| 来源：中国气象局（1971–2000年间的降水天数和日照数据） |                                   |                                   |                                   |                                   |                                   |                                   |                                   |                                   |                                   |                                   |                                   |                                   |                                   |

## 政治

### 现任领导
| 机构     | · 中国共产党 · 赤峰市委员会 | 赤峰市人民代表大会 常务委员会 | 赤峰市人民政府         | · 中国人民政治协商会议 · 赤峰市委员会 |
| 职务     | 书记                        | 主任                          | 市长                   | 主席                                  |
| -------- | --------------------------- | ----------------------------- | ---------------------- | ------------------------------------- |
| 姓名     | 唐毅                        | 睢利                          | 栾天猛                 | 苏雅勒其其格（女）                    |
| 民族     | 汉族                        | 汉族                          | 汉族                   | 蒙古族                                |
| 籍贯     | 四川省华蓥市                | 内蒙古自治区乌海市            | 黑龙江省哈尔滨市阿城区 | 内蒙古自治区乌审旗                    |
| 出生日期 | 1975年2月（50歲）           | 1970年10月（54歲）            | 1972年2月（53歲）      | 1967年8月（57—58歲）                  |
| 就任日期 | 2024年10月                  | 2024年1月                     | 2023年7月              | 2021年2月                             |

### 历任领导
| 市委书记 - 高再堂（1983年10月－1988年9月） - 宋志民（1988年9月－1991年10月） - 刘云山（1991年10月－1993年4月） - 许久勋（1993年4月－1998年5月） - 刘玉祥（1998年5月－2001年9月） - 罗啸天（2001年9月－2005年1月） - 杭桂林（2005年1月－2011年1月） - 王中和（2011年1月－2013年8月） - 王程熙（2013年8月－2016年6月） - 毕力夫（2016年2月－2017年5月） - 段志强（2017年5月－2020年1月） - 孟宪东（2020年1月－2021年5月） - 万超岐（2021年5月－2024年10月） - 唐毅（2024年10月－） | 市长 - 才吉尔乎（1983年10月－1988年9月） - 王凤岐（1988年9月－1989年10月） - 高连元（1990年2月－1998年4月） - 高延青（1998年4月－2001年9月） - 呼尔查（2001年9月－2003年3月） - 杭桂林（2003年4月－2005年1月） - 徐国元（2005年1月－2008年2月） - 王中和（2008年3月－2011年1月） - 包满达（2011年1月－2015年1月） - 毕力夫（2015年1月－2016年2月） - 孟宪东（2016年3月－2020年1月） - 王旺盛（2020年1月－2023年6月） - 栾天猛（2023年7月－） |

### 行政区划
赤峰市现辖3个市辖区、2个县、7个旗。
- 市辖区：红山区、元宝山区、松山区
- 县：林西县、宁城县
- 旗：阿鲁科尔沁旗、巴林左旗、巴林右旗、克什克腾旗、翁牛特旗、喀喇沁旗、敖汉旗

## 人口
2022年末全市常住人口为400.10万人，比上年末减少1.81万人。其中，城镇人口218.6万人，乡村人口181.5万人；常住人口城镇化率达54.63%，比上年增长0.9个百分点。男性人口203.2万人，女性人口196.9万人。全年出生人口2.16万人，出生率5.39‰；死亡人口3.18万人，死亡率为7.93‰。
根据2020年第七次全国人口普查，全市常住人口为4,035,967人。同第六次全国人口普查的4,341,245人相比，十年共减少了305,278人，下降7.03%，年平均增长率为-0.73%。其中，男性人口为2,049,636人，占总人口的50.78%；女性人口为1,986,331人，占总人口的49.22%。总人口性别比（以女性为100）为103.19。0－14岁的人口为619,079人，占总人口的15.34%；15－59岁的人口为2,567,308人，占总人口的63.61%；60岁及以上的人口为849,580人，占总人口的21.05%，其中65岁及以上的人口为534,224人，占总人口的13.24%。居住在城镇的人口为2,143,486人，占总人口的53.11%；居住在乡村的人口为1,892,481人，占总人口的46.89%。
根据2010年第六次全国人口普查，全市常住人口为4341245人，同第五次全国人口普查相比，十年共减少176801人，下降3.91%，年平均下降0.40%。其中，男性人口为2233288人，占51.44%；女性人口为2107957人，占48.56%。常住人口性别比（以女性为100）为105.95。0－14岁人口为666534人，占15.35%；15－64岁人口为3350599人，占77.18%；65岁及以上人口为324112人，占7.47%。

### 民族
常住人口中，汉族人口为3,062,422人，占75.88%；蒙古族人口为814,470人，占20.18%；其他少数民族人口为159,075人，占3.94%。与2010年第六次全国人口普查相比，汉族人口减少293,311人，下降8.74%，占总人口比例下降1.42个百分点；各少数民族人口减少11,967人，下降1.21%，占总人口比例增加1.42个百分点。其中，蒙古族人口减少15,354人，下降1.85%，占总人口比例增加1.07个百分点；满族人口增加1,961人，增长1.62%，占总人口比例增加0.26个百分点。
| 民族名称                | 汉族      | 蒙古族  | 满族    | 回族   | 朝鲜族 | 苗族 | 达斡尔族 | 壮族 | 侗族 | 其他民族 |
| ----------------------- | --------- | ------- | ------- | ------ | ------ | ---- | -------- | ---- | ---- | -------- |
| 人口数                  | 3,062,422 | 814,470 | 122,676 | 28,924 | 1,492  | 975  | 890      | 505  | 412  | 2,696    |
| 占总人口比例（%）       | 75.88     | 20.18   | 3.04    | 0.72   | 0.04   | 0.02 | 0.02     | 0.01 | 0.01 | 0.07     |
| 占少数民族人口比例（%） | －        | 83.66   | 12.60   | 2.97   | 0.15   | 0.10 | 0.09     | 0.05 | 0.04 | 0.28     |

## 经济
2022年全市地区生产总值2148.4亿元，比上年增长2.0%。其中，第一产业增加值450.4亿元，增长4.0%；第二产业增加值723.4亿元，下降1.1%；第三产业增加值974.6亿元，增长3.1%。三次产业比例为21：33.7：45.3。人均地区生产总值达到53577元,比上年增长2.4%。

## 交通
赤峰玉龙机场位于赤峰市喀喇沁旗牛营子镇玉龙村，为军民合用机场。自2008年3月20日零时起正式启用运营，原赤峰机场同时永久性关闭，所有民航航班均转到赤峰玉龙机场起降。可昼夜起降波音747以下大型飞机。
 大广高速， 丹锡高速连接赤峰环城高速公路。 111国道， 306国道经过赤峰市区。
赤峰南站，位于赤峰市红山区站前街，于1935年启用，为沈阳铁路局管辖的客货运二等站。经过铁路有京通铁路、叶赤铁路及赤大白铁路。
集通铁路经过赤峰市克什克腾旗、林西县、巴林右旗、巴林左旗。

## 旅游
- 克什克腾国家地质公园
- 乌兰布统古战场
- 坝上草原
- 大青沟
- 第四纪冰川遗迹
- 宁城县打虎石水库
- 黑里河自然保护区
- 辽中京遗址
- 赤峰市博物馆
- 阿鲁科尔沁旗博物馆
- 喀喇沁旗沁王府
- 美林谷滑雪场
- 马鞍山森林公园

## 全国重点文物保护单位

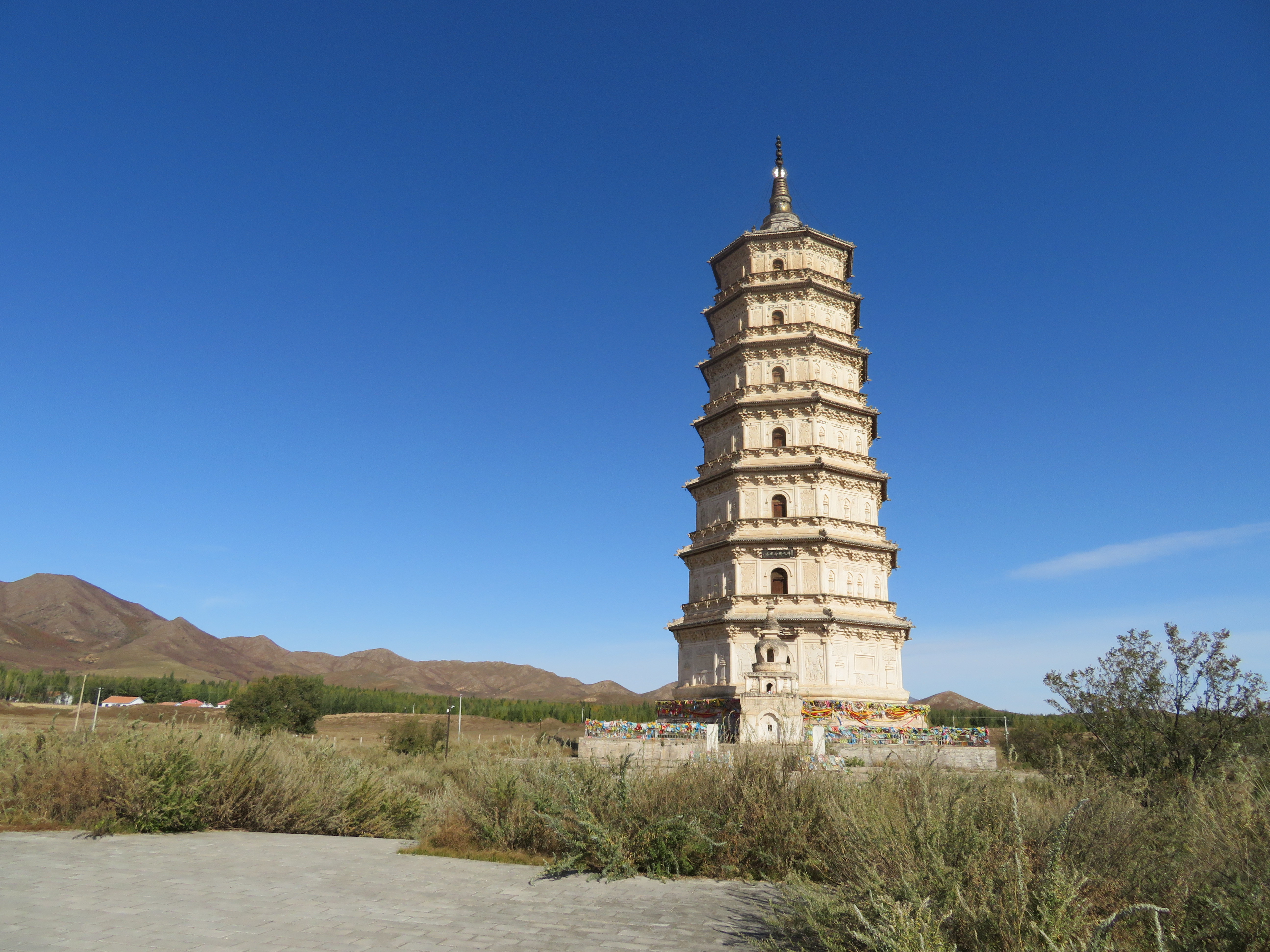
作为辽陵一部分的庆陵庆州白塔

- 辽上京遗址
- 辽中京遗址
- 张应瑞家族墓地
- 韩匡嗣家族墓地
- 锦山龙泉寺
- 灵悦寺
- 宝善寺
- 真寂之寺石窟
- 红山遗址群
- 夏家店遗址群
- 缸瓦窑遗址
- 兴隆洼遗址
- 大甸子遗址
- 城子山遗址
- 喀喇沁亲王府及家庙
- 福会寺
- 赵宝沟遗址
- 辽陵及奉陵邑（含怀陵及奉陵邑）
- 架子山遗址群
- 大井古铜矿遗址
- 应昌路故城遗址
- 宝山、罕苏木墓群
- 黑城城址
- 查干浩特城址
- 白音长汗遗址
- 兴隆沟遗址
- 魏家窝铺遗址
- 富河沟门遗址
- 草帽山遗址
- 马架子遗址
- 三座店石城遗址
- 二道井子遗址
- 太平庄遗址群
- 尹家店山城遗址
- 南山根遗址
- 饶州故城址
- 武安州遗址
- 宁昌路遗址
- 小黑石沟墓群
- 耶律祺家族墓
- 耶律琮墓
- 沙日宝特墓群
- 和硕端静公主墓
- 梵宗寺
- 荟福寺
- 法轮寺
- 赤峰清真北大寺
- 克什克腾岩画群

## 姐妹城市
- 日本 稻泽市